# 예 (왜왕)
예禰(일본어: でい 데이)는, 동양 사학자 오카다 히데히로(일본어: 岡田英弘)가 가와치 왕조(일본어: 河内王朝) 의 개조(開祖)로 비정한 왜국(倭國)의 오오키미(大王)다.

## 명명의 근거
예禰(데이)라는 이름은 『송서』에 수록되어 있는, 왜5왕 중 한 명인 왜왕 무(武)가 487년(승명 2년)에 중국 남조의 유송(劉宋)에 보낸 상표문에 등장한다. 
封國偏遠，作籓於外，自昔祖禰，躬擐甲胄，跋涉山川，不遑寧處。

"신의 나라는 구석지고 먼 곳에 봉 받아 밖의 번신이 되었습니다. 옛 "祖禰" 때부터 몸소 갑옷을 입고 산을 넘고 물을 건너며 편히 쉬지 못하였습니다."
오카다 히데히로는 여기서 "祖禰"를 "조부(祖)인 예(禰)"로 해석하여, 예(禰)는 무(武)의 할아버지, 즉, 『일본서기』에서 나오는 유랴쿠 천황의 할아버지인 닌토쿠 천황의 이름으로 보았다. 그러나, "祖禰"는 할아버지와 아버지를 뜻하는 일반 명사로, 이 중에서 "禰"를 고유명사로 보는 데에 대해서는 무리가 있다는 견해도 있다.

오카다 히데히로는 자신의 해석을 바탕으로, 『송서』에 보이는 왜왕 삼형제 찬(讚), 진(珍), 제(濟)를, 각각 『일본서기』에서 보이는 닌토쿠 천황의 아들 리추 천황, 한제이 천황, 인교 천황으로 비정한다. 또, 제(濟)의 아들인 흥(興)과 무(武)를, 『일본서기』에서 보이는 안코 천황 · 유랴쿠 천황 형제에 비정하고 있다. 이를 도식으로 나타내면 아래와 같다.
예(禰) (닌토쿠 천황)　┬　찬(讚) (리추 천황)
　　　　　　　　　　├　진(珍) (한제이 천황)
　　　　　　　　　　└　제(濟) (인교 천황)　┬　흥(興) (안코 천황)
　　　　　　　　　　　　　　　　　　　　　└　무(武) (유랴쿠 천황)

## 같이 보기
- 야마토 정권
- 왜국
- 왜5왕